# Дубрава код Шибеника
Дубрава код Шибеника је насељено мјесто у Далмацији. Припада граду Шибенику, у Шибенско-книнској жупанији, Република Хрватска.

## Географија
Дубрава код Шибеника се налази око 7 км источно од Шибеника. У близини насеља пролази ауто-пут Загреб-Сплит.

## Становништво
Према попису становништва из 2011. године, насеље Дубрава код Шибеника је имало 1.185 становника.
| Демографија | Демографија | Демографија |
| Година      | Становника  | Становника  |
| ----------- | ----------- | ----------- |
| 1971.       | 1.332       |             |
| 1981.       | 1.263       |             |
| 1991.       | 1.231       |             |
| 2001.       | 1.216       |             |
| 2011.       |             | 1.185       |

Насеље се до 1961. године исказивало као Дубрава.

## Попис1991.
На попису становништва 1991. године, насељено место Дубрава код Шибеника је имало 1.231 становника, следећег националног састава:
| Попис 1991.‍   | Попис 1991.‍  | Попис 1991.‍ | Попис 1991.‍ | Попис 1991.‍ |
| ------------- | ------------ | ----------- | ----------- | ----------- |
|               |              |             |             |             |
| Хрвати        | Хрвати       |             | 1.210       | 98,29%      |
| Албанци       | Албанци      |             | 3           | 0,24%       |
| Југословени   | Југословени  |             | 3           | 0,24%       |
| Срби          | Срби         |             | 3           | 0,24%       |
| неопредељени  | неопредељени |             | 4           | 0,32%       |
| непознато     | непознато    |             | 8           | 0,64%       |
| укупно: 1.231 |              |             |             |             |